# Boleslas Matuszewski
Piotr Bolesław Matuszewski est un photographe polonais, né le 12 octobre 1856 à Pińczów dans l'actuelle voïvodie de Kielce, mort en Pologne en 1943 [?]. 

## Biographie

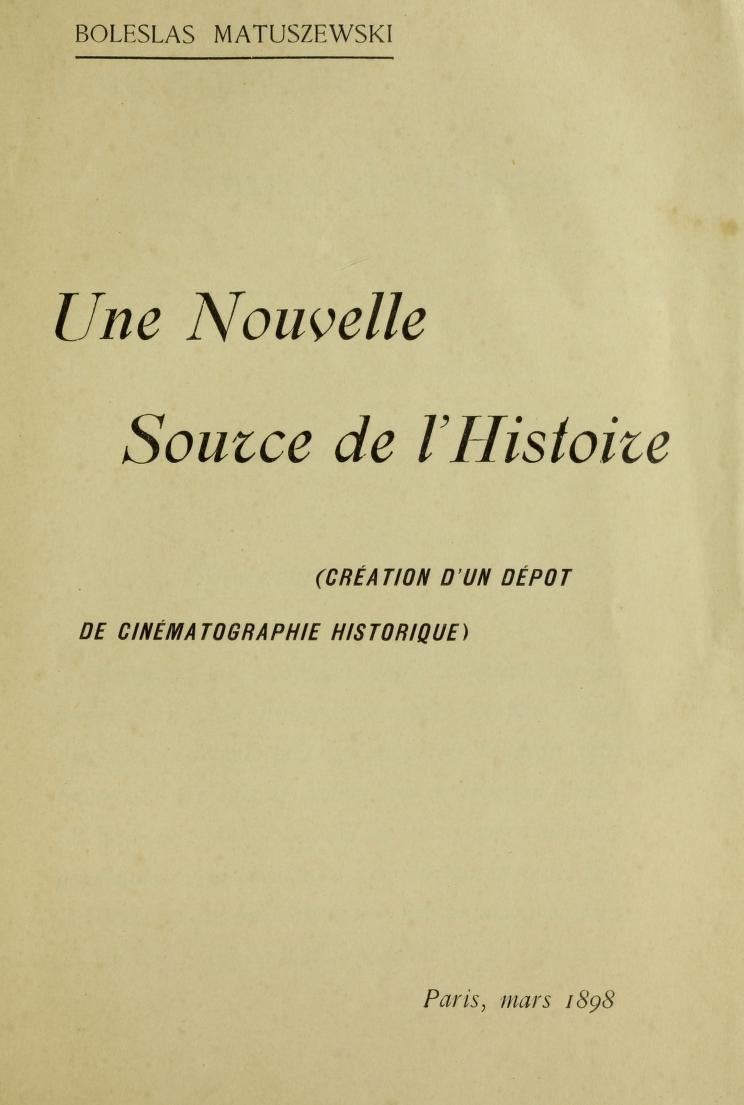
Boleslas Matuszewski brochure -Une nouvelle source de l'histoire. 1898.

Photographe, fils d'un professeur de français, son travail l'amène à Paris au milieu des années 1880 où il ouvre un studio situé dans un premier temps rue de la Paix. Son frère Zygmunt gère de son côté un autre studio à Varsovie dans lequel ils sont associés. Inventif, séduit par les nouvelles technologies, on le retrouve par la suite opérateur-photographe sur des tournages, dès 1896, d'événements importants, notamment en Russie. Cette activité semble avoir duré moins de cinq ans.
Il est surtout connu pour deux courts textes publiés en 1898, d'abord dans Le Figaro du 25 mars, puis sous la forme de deux brochures intitulées Une nouvelle source de l’histoire, création d’un dépôt de cinématographie historique et La Photographie animée, ce qu’elle est ce qu’elle doit être. Dans ces deux textes, il met de l'avant la conservation des films dans une perspective positiviste et historique. Bien que ces textes n'ont eu aucun impact, « [l]es principes qu’il pose afin d’exposer les applications potentielles du cinématographe et l’analyse qu’il fait de sa réception possible ont un intérêt général quant à la compréhension de ce que représentait le cinématographe à ses débuts pour le monde intellectuel, au-delà de la simple distraction foraine. » Par ailleurs, comme l'indique Roland Cosandey, « [a]près une longue période d'oubli, les quelques pages d'Une nouvelle source de l'histoire ont été retenues par la postérité comme le texte fondateur de l'idée d'archives filmiques. »